# Rajd Grecji 2014
Rajd Grecji 2014 (60. Acropolis Rally of Greece) to kolejna, sześćdziesiąta edycja rajdu samochodowego Rajdu Grecji rozgrywanego w Grecji. Rozgrywany był od 28 do 30 marca 2014 roku. Była to czwarta runda Rajdowych Mistrzostw Europy w roku 2014. Składał się z 13 odcinków specjalnych. W pierwszym dniu kierowcy rywalizowali na nawierzchni asfaltowej, a w drugim na szutrze. Do udziału w rajdzie zgłosiły się dwie polskie załogi:
| Nr startowy | Kierowca             | Pilot          | Samochód       | Klasa       |
| ----------- | -------------------- | -------------- | -------------- | ----------- |
| 4           | Kajetan Kajetanowicz | Jarosław Baran | Ford Fiesta R5 | RC2 ERC     |
| 28          | Grzegorz Sikorski    | Michał Jurgała | Ford Fiesta ST | RC4 ERC 2WD |

Rajd wygrał irlandzko-brytyjski duet Craig Breen i Scott Martin, jadący samochodem Peugeot 208 T16. Było to pierwsze zwycięstwo tego samochodu w rajdzie rangi ERC. Wyprzedzili oni francuza Bryan Bouffier o ponad osiem sekund. Trzecie miejsce zajął Polak Kajetan Kajetanowicz wraz z pilotem Jarosławem Baranem, którzy stracili do zwycięzców ponad czterdzieści trzy sekundy. Inny Polak startujący w tym rajdzie Grzegorz Sikorski odpadł na 9 OS-ie.
Dziesiąty OS wygrał niespodziewanie czeski kierowca Jaromír Tarabus, jednak okazało się, że zrobił to na oponach przeznaczonych da jazdy po asfalcie co było w tym dniu zabronione, kierowcy mogli używać tylko opon przeznaczonych na nawierzchnie szutrowe i dlatego został ukarany doliczeniem trzech minut do swojego czasu.
Pierwsze oesowe zwycięstwo dla Peugeota 208 T16 zdobył holender Kevin Abbring, który wygrał kwalifikacje i trzy z pierwszych czterech odcinków specjalnych, prowadząc do tej pory w całym rajdzie z przewagą prawie sześciu sekund nad Craigiem Breenem, lecz na piątym OS-ie stracił ponad trzy minuty do zwycięzcy. Powodem była awaria układu chłodzenia.
Craig Breen na koniec imprezy zdobył trofeum Colin McRae ERC Flat Out Trophy dla najlepszego kierowcy rajdu. 24-letni Breen wygrał cztery z 13 oesów i prowadził od piątego OS-u do mety. W 10 starcie w ERC Craig odniósł pierwsze zwycięstwo.
Podczas rajdu prowadzone były oddzielne klasyfikacje jazdy na szutrze ERC GRAVEL MASTERS, która będzie dotyczyła czterech rajdów (Grecji, Portugalii, Estonii i Cypru) oraz jazdy na asfalcie ERC ASPHALT MASTERS, która będzie dotyczyła sześciu rajdów (Grecji, Irlandii, Belgii, Czech, Szwajcarii, Francji). Zawodnicy osobno punktowani byli za przejazd każdego Os-u na szutrowej i asfaltowej nawierzchni. Punktowanie następuje według klucz: pierwsze miejsce - 10 pkt, drugie - 6 pkt, trzecie - 4 pkt, czwarte - 2 pkt i piąte - 1 pkt.
Punktacja ERC Gravel Master rajdu Rajd Grecji 2014 (pierwszych pięciu zawodników)
| Miejsce | Kierowca             | Pkt |
| ------- | -------------------- | --- |
| 1       | Craig Breen          | 48  |
| 2       | Bryan Bouffier       | 47  |
| 3       | Kajetan Kajetanowicz | 27  |
| 4       | Esapekka Lappi       | 16  |
| 5       | Jaromír Tarabus      | 10  |

Punktacja ERC Asphalt Master rajdu Rajd Grecji 2014 (pierwszych pięciu zawodników)
| Miejsce | Kierowca             | Pkt |
| ------- | -------------------- | --- |
| 1       | Craig Breen          | 37  |
| 2       | Bryan Bouffier       | 32  |
| 2       | Kevin Abbring        | 32  |
| 4       | Kajetan Kajetanowicz | 20  |
| 5       | Esapekka Lappi       | 12  |

## Zwycięzcy odcinków specjalnych[12]
| Dzień    | Numer odcinka | Nazwa odcinka           | Długość  | Zwycięzca odcinka                   | Nr Sam. | Samochód          | Czas    | Śr. pr.    | Lider rajdu                      |
| -------- | ------------- | ----------------------- | -------- | ----------------------------------- | ------- | ----------------- | ------- | ---------- | -------------------------------- |
| 29 marca | OS1           | Aghios Ioannis 1        | 21.08 km | Bryan Bouffier Xavier Panseri       | 1       | Citroën DS3 RRC   | 10:25.5 | 121.3 km/h | Bryan Bouffier Xavier Panseri    |
| 29 marca | OS2           | Aghionori 1             | 23.63 km | Kevin Abbring Sebastian Marshall    | 6       | Peugeot 208 T16   | 11:26.4 | 123.9 km/h | Kevin Abbring Sebastian Marshall |
| 29 marca | OS3           | Psari 1                 | 17.60 km | Craig Breen Scott Martin            | 2       | Peugeot 208 T16   | 10:05.9 | 104.6 km/h | Kevin Abbring Sebastian Marshall |
| 29 marca | OS4           | Aghios Ioannis 2        | 21.08 km | Kevin Abbring Sebastian Marshall    | 6       | Peugeot 208 T16   | 10:36.5 | 119.2 km/h | Kevin Abbring Sebastian Marshall |
| 29 marca | OS5           | Aghionori 2             | 23.63 km | Bryan Bouffier Xavier Panseri       | 1       | Citroën DS3 RRC   | 11:20.8 | 125.0 km/h | Craig Breen Scott Martin         |
| 29 marca | OS6           | Psari 2                 | 17.60 km | Craig Breen Scott Martin            | 2       | Peugeot 208 T16   | 10:00.7 | 105.5 km/h | Craig Breen Scott Martin         |
| 30 marca | OS7           | Klenia 1                | 18.19 km | Craig Breen Scott Martin            | 2       | Peugeot 208 T16   | 11:58.7 | 91.1 km/h  | Craig Breen Scott Martin         |
| 30 marca | OS8           | Nea Kineta 1            | 22.20 km | Bryan Bouffier Xavier Panseri       | 1       | Citroën DS3 RRC   | 14:05.6 | 94.5 km/h  | Craig Breen Scott Martin         |
| 30 marca | OS9           | Loutraki 1              | 16.13 km | Kajetan Kajetanowicz Jarosław Baran | 4       | Ford Fiesta R5    | 12:10.2 | 79.5 km/h  | Craig Breen Scott Martin         |
| 30 marca | OS10          | Super Special Korinthos | 1.18 km  | Jaromír Tarabus Daniel Trunkát      | 9       | Škoda Fabia S2000 | 1:15.6  | 56.2 km/h  | Craig Breen Scott Martin         |
| 30 marca | OS11          | Klenia 2                | 18.19 km | Craig Breen Scott Martin            | 2       | Peugeot 208 T16   | 11:32.7 | 94.5 km/h  | Craig Breen Scott Martin         |
| 30 marca | OS12          | Nea Kineta 2            | 22.20 km | Bryan Bouffier Xavier Panseri       | 1       | Citroën DS3 RRC   | 13:47.2 | 96.6 km/h  | Craig Breen Scott Martin         |
| 30 marca | OS13          | Loutraki 2              | 16.13 km | Bryan Bouffier Xavier Panseri       | 1       | Citroën DS3 RRC   | 11:56.1 | 81.1 km/h  | Craig Breen Scott Martin         |

## Wyniki końcowe rajdu
| Miejsce | Kierowca             | Pilot            | Samochód          | Czas      | Strata  |
| ------- | -------------------- | ---------------- | ----------------- | --------- | ------- |
| 1       | Craig Breen          | Scott Martin     | Peugeot 208 T16   | 2:21:20.2 | -       |
| 2       | Bryan Bouffier       | Xavier Panseri   | Citroën DS3 RRC   | 2:21:28.3 | +8.1    |
| 3       | Kajetan Kajetanowicz | Jarosław Baran   | Ford Fiesta R5    | 2:22:02.3 | +42.1   |
| 4       | Esapekka Lappi       | Janne Ferm       | Škoda Fabia S2000 | 2:22:53.2 | +1:33.0 |
| 5       | Bruno Magalhães      | Carlos Magalhães | Peugeot 207 S2000 | 2:26:00.2 | +4:40.0 |
| 6       | Wasilij Griazin      | Dmitrij Czumak   | Ford Fiesta S2000 | 2:27:32.0 | +6:11.8 |
| 7       | Jaroslav Orsák       | David Šmeidler   | Škoda Fabia S2000 | 2:29:11.4 | +7:51.2 |
| 8       | Jean-Michel Raoux    | Laurent Maga     | Peugeot 207 S2000 | 2:30:28.8 | +9:08.6 |
| 9       | Jaromír Tarabus      | Daniel Trunkát   | Škoda Fabia S2000 | 2:30:38.6 | +9:18.4 |
| 10      | Robert Consani       | Vincent Landais  | Peugeot 207 S2000 | 2:31:13.1 | +9:52.9 |

## Kasyfikacja po 3 rundach RME 2014
Punkty otrzymuje 10 pierwszych zawodników, którzy ukończą wyścig według klucza:
| Miejsce | 1  | 2  | 3  | 4  | 5  | 6 | 7 | 8 | 9 | 10 |
| Punkty  | 25 | 18 | 15 | 12 | 10 | 8 | 6 | 4 | 2 | 1  |

Dodatkowo po każdym etapie (dniu) rajdu prowadzona jest osobna klasyfikacja w której przyznawano punkty według klucza 7-6-5-4-3-2-1 (jeżeli dany etap obejmował przynajmniej 25% długości odcinków specjalnych rajdu). Do klasyfikacji zaliczane są cztery najlepsze wyniki spośród sześciu pierwszych rajdów oraz cztery najlepsze wyniki w sześciu ostatnich rajdach w sezonie.
| Poz. | Kierowca             | AUT | LVA | GRE | IRL | POR | BEL | 4 NAJ | EST | CZE | CYP | ROM | CHE | FRA | Suma punktów |
| ---- | -------------------- | --- | --- | --- | --- | --- | --- | ----- | --- | --- | --- | --- | --- | --- | ------------ |
| 1    | Craig Breen          |     | 310 | 113 |     |     |     | 63    |     |     |     |     |     |     | 63           |
| 2    | Esapekka Lappi       |     | 114 | 48  |     |     |     | 59    |     |     |     |     |     |     | 59           |
| 3    | Wasilij Griazin      | 71  | 212 | 63  |     |     |     | 48    |     |     |     |     |     |     | 48           |
| 4    | Kajetan Kajetanowicz | NU  | 47  | 310 |     |     |     | 44    |     |     |     |     |     |     | 44           |
| 5    | Robert Kubica        | 114 |     |     |     |     |     | 39    |     |     |     |     |     |     | 39           |
| 6    | Bryan Bouffier       |     | NU  | 213 |     |     |     | 31    |     |     |     |     |     |     | 31           |
| 7    | Václav Pech          | 212 |     |     |     |     |     | 30    |     |     |     |     |     |     | 30           |
| 8    | Raimund Baumschlager | 39  |     |     |     |     |     | 24    |     |     |     |     |     |     | 24           |
| 9    | Beppo Harrach        | 48  |     |     |     |     |     | 20    |     |     |     |     |     |     | 20           |
| 10   | Jaromír Tarabus      | 57  | NU  | 91  |     |     |     | 20    |     |     |     |     |     |     | 20           |
| 11   | Sepp Wiegand         |     | 57  | NU3 |     |     |     | 20    |     |     |     |     |     |     | 20           |
| 12   | Bruno Magalhães      |     |     | 54  |     |     |     | 14    |     |     |     |     |     |     | 14           |
| 13   | Andreas Aigner       | 64  |     |     |     |     |     | 12    |     |     |     |     |     |     | 12           |
| 14   | Janis Vorobjovs      |     | 62  |     |     |     |     | 10    |     |     |     |     |     |     | 10           |
| 15   | Witalij Puszkar      | NU  | 7   | 13  |     |     |     | 6     |     |     |     |     |     |     | 6            |
| 16   | Jaroslav Orsák       |     | NU  | 7   |     |     |     | 6     |     |     |     |     |     |     | 6            |
| 17   | Roman Odlozilik      | 81  |     |     |     |     |     | 5     |     |     |     |     |     |     | 5            |
| 18   | Stanisław Trawnikow  |     | 81  |     |     |     |     | 5     |     |     |     |     |     |     | 5            |
| 19   | Jean-Michel Raoux    | 16  | NU  | 8   |     |     |     | 4     |     |     |     |     |     |     | 4            |
| 20   | Robert Consani       | 9   | 23  | 101 |     |     |     | 4     |     |     |     |     |     |     | 4            |
| 21   | Martynas Samuitis    |     | 91  |     |     |     |     | 3     |     |     |     |     |     |     | 3            |
| 22   | Siim Plangi          |     | X2  |     |     |     |     | 2     |     |     |     |     |     |     | 2            |
| 23   | Hermann Neubauer     | 10  | 26  |     |     |     |     | 1     |     |     |     |     |     |     | 1            |
| 24   | Jan Černý            | NU  | 10  |     |     |     |     | 1     |     |     |     |     |     |     | 1            |
| 25   | Martinš Svilis       |     | NU1 |     |     |     |     | 1     |     |     |     |     |     |     | 1            |
| Poz. | Kierowca             | AUT | LVA | GRE | IRL | POR | BEL | 4 NAJ | EST | CZE | CYP | ROM | CHE | FRA | Suma punktów |

| Kolor     | Opis                   |
| --------- | ---------------------- |
| Złoty     | Zwycięzca              |
| Srebrny   | 2 miejsce              |
| Brązowy   | 3 miejsce              |
| Zielony   | Punktowane miejsce     |
| Niebieski | Ukończył nie punktował |
| Fioletowy | Nie ukończył NU        |
| Czarny    | Wykluczony X           |
| Biały     | Nie wystartował NW     |
| Puste     | Nie brał udziału       |